# Szabolcs-Szatmár-Bereg
Szabolcs-Szatmár-Bereg és una província (megye) del nord-est d'Hongria. Limita amb els estats d'Eslovàquia, Ucraïna i Romania, i amb les províncies hongareses de Hajdú-Bihar i Borsod-Abaúj-Zemplén. L'any 2001 tenia 572.423 habitants. La seva capital és Nyíregyháza.